# Andy LaPlegua
Andy LaPlegua, właśc. Ole Anders Olsen (ur. 15 września 1975 w Fredrikstad) – norweski wokalista.
Jest twórcą i liderem futurepopowej grupy Icon of Coil. LaPlegua jest także zaangażowany
w takie projekty jak: Combichrist (początkowo DRIVE), Panzer AG oraz Scandy. Z wymienionych
powyżej Icon of Coil i Combichrist było na szczycie niemieckiej listy przebojów (Deutsche Alternative Charts).
Combichrist swego czasu był także na piątym miejscu Billboard Dance.
Na początku w części kilku swoich występach w Norwegii, LaPlegua eksperymentował z muzyką hiphopową
stylu Detroit Techno/Old School zespołu LAW, industrialną z Devils Into Crime (DIC), punkową z My Right Choice
(MRC) oraz Fleshe, a także metalową z zespołem Lash Out. Zainteresował się również muzyką trance i klubowa
wyróżniając się na scenie wraz z zespołami Plastic Life i Sector9.
Wcześniej był wokalistą grupy Fredrikstad opartej na metalcorowym
zespole My Right Choice – wydali oni EP`kę pod nazwą Fleshfire.
Icon of Coil zostało utworzone jako solowy projekt w roku 1997. Następnie Andy Laplegua postanowił zaprosić kolegę Sebastiana Komora, by przyłączył się do Icon of Coil, aby występował razem z nim na żywo. Po kilku publicznych występach oraz wydaniu „Shaallow Nation” (pierwszego albumu), Komor przyłączył się do zespołu na stałe.
Projekt Combichrist oficjalnie został uruchomiony w 2003 roku. Jego muzyka od Icon of Coil wyróżniała się większą ilością agresji. Panzer AG uruchomiono w 2004 w połączeniu z tanecznym brzmieniem Icon of Coil, a twardym brzmieniem Combichrist. Jego czwartym projektem jest Dj Scandy.

## Dyskografia

### EP

#### zCombichrist
- Kiss the Blade (2003)
- Sex, Drogen und Industrial (2004)
- Blut Royale (2004)
- Get Your Body Beat (2006)

#### jakoIcon of Coil
- One Nation Under Beat (2000)
- Shallow Nation (2000)
- Seren (2001)
- Access and Amplify (2002)
- Android (2003)

#### jakoScandy
- Rock Me (2005)
- So Do Eye (2005)

### Albumy

#### zCombichrist
- The Joy of Gunz (2003)
- Everybody Hates You (2005)
- What The Fuck Is Wrong With You People? (2007)
- Today We Are All Demons (2009)
- Making Monsters (2010)

#### jakoIcon of Coil
- Serenity Is the Devil (2000)
- The Soul Is In The Software (2002)
- Machines Are Us (2004)
- UploadedAndRemixed (2004)

#### jakoPanzer AG
- This Is My Battlefield (2004)
- Your World Is Burning (2006)

#### jakoScandy
- 13 Ways To Masturbate (2006)